# Karine Lebert
Pour les articles homonymes, voir Lebert.
Karine Lebert, née en janvier 1969 dans l'Orne, est une romancière française.
Ses romans explorent souvent des faits historiques méconnus en mettant en scène des personnages féminins,.
Karine Lebert est vice-présidente de la société des auteurs de Normandie et membre de la société des gens de lettres.

## Œuvres
- 2009 : Nina et ses sœurs, Éditions de Borée (poche : de Borée, 2014)
- 2010 : Le Secret d'Emma, Éditions de Borée (poche : de Borée, 2015)
- 2011 : Les Mystères de Camille, Éditions de Borée (poche : de Borée, 2016)
- 2012 : Les Sortilèges du Tremblay, Éditions France Loisirs (avant-première) ; édition de détail : Éditions de Borée, 2013 ; poche : de Borée, 2019
- 2012 : Loin de Margaux, Éditions de Borée (poche : de Borée, 2017)
- 2013 : La Dame de Saïgon, Éditions de Borée (poche : de Borée, 2020)
- 2014 : Les Brumes de Vouvray, Éditions de Borée (poche : de Borée, 2018)
- 2014 : Les Ombres du palais, Éditions de Borée
- 2015 : Ce que Fanny veut..., Éditions Presses de la Cité
- 2015 : Les Saisons du mensonge, Éditions France Loisirs (avant-première) ; édition de détail : Éditions Presses de la Cité, 2016
- 2017 : Les Demoiselles de Beaune, Éditions Presses de la Cité (poche : Signe, 2021)
- 2018 : Les Amants de l'été 44, Éditions Presses de la Cité (poche : Pocket, 2020)
- 2018 : Les Murmures du lac, Éditions France Loisirs (avant-première) ; édition de détail : Éditions Presses de la Cité, 2020 ; poche : Pocket, 2021
- 2019 : Pour l’amour de Lauren, Éditions Presses de la Cité (poche : Pocket, 2020)
- 2021 : Pour l'honneur des Rochambelles, Éditions Presses de la Cité
- 2022 : Les souvenirs et les mensonges aussi..., Presses de la cité (poche 2023)
- 2023 : Enlacer le ciel et les nuages, Presses de la Cité (poche 2024)
- 2024 : Les mille et une vies de Lucie, Presses de la Cité